# Voleibol nos Jogos Olímpicos de Verão de 2024
Os torneios de voleibol nos Jogos Olímpicos de Verão de 2024 em Paris, na França foram disputados entre 27 de julho e 11 de agosto na Arena 1 Paris Sul. Um total de 311 competidores pertencentes à 17 CONs participaram do evento.

## Qualificação
Foram vinte e quatro equipes nos torneios de voleibol, sendo doze por gênero. A qualificação para o voleibol foi dividida em três partes. Primeiro, o país-sede garantiu vagas para equipes masculinas e femininas. Em segundo lugar, seis equipes masculinas e seis femininas se classificaram por meio de seis torneios de qualificação olímpica pelos vencedores e vice-campeões de cada torneio. Finalmente, as últimas cinco equipes masculinas e cinco femininas se classificaram com base no ranking mundial da Federação Internacional de Voleibol (FIVB) após o término das rodadas preliminares da Liga das Nações de 2024. No entanto, para garantir que todos os continentes participassem das Olimpíadas, foi considerado os continentes que ainda não haviam classificado nenhuma equipe.
Masculino
| Método                           | Método                           | Data                                  | Local          | Vagas | Classificados  |
| -------------------------------- | -------------------------------- | ------------------------------------- | -------------- | ----- | -------------- |
| País-sede                        | País-sede                        | —                                     | —              | 1     | França         |
| Torneio Pré-Olímpico de 2023     | Grupo A                          | 30 de setembro – 8 de outubro de 2023 | Rio de Janeiro | 2     | Alemanha       |
| Torneio Pré-Olímpico de 2023     | Grupo A                          | 30 de setembro – 8 de outubro de 2023 | Rio de Janeiro | 2     | Brasil         |
| Torneio Pré-Olímpico de 2023     | Grupo B                          | 30 de setembro – 8 de outubro de 2023 | Tóquio         | 2     | Estados Unidos |
| Torneio Pré-Olímpico de 2023     | Grupo B                          | 30 de setembro – 8 de outubro de 2023 | Tóquio         | 2     | Japão          |
| Torneio Pré-Olímpico de 2023     | Grupo C                          | 30 de setembro – 8 de outubro de 2023 | Xian           | 2     | Polônia        |
| Torneio Pré-Olímpico de 2023     | Grupo C                          | 30 de setembro – 8 de outubro de 2023 | Xian           | 2     | Canadá         |
| Qualificação via Ranking Mundial | Qualificação via Ranking Mundial | 24 de junho de 2024                   | —              | 5     | Eslovênia      |
| Qualificação via Ranking Mundial | Qualificação via Ranking Mundial | 24 de junho de 2024                   | —              | 5     | Itália         |
| Qualificação via Ranking Mundial | Qualificação via Ranking Mundial | 24 de junho de 2024                   | —              | 5     | Argentina      |
| Qualificação via Ranking Mundial | Qualificação via Ranking Mundial | 24 de junho de 2024                   | —              | 5     | Sérvia         |
| Qualificação via Ranking Mundial | Qualificação via Ranking Mundial | 24 de junho de 2024                   | —              | 5     | Egito          |
| Total                            | Total                            | Total                                 | Total          | 12    |                |

Feminino
| Método                           | Método                           | Data                      | Local  | Vagas | Classificados        |
| -------------------------------- | -------------------------------- | ------------------------- | ------ | ----- | -------------------- |
| País-sede                        | País-sede                        | —                         | —      | 1     | França               |
| Torneio Pré-Olímpico de 2023     | Grupo A                          | 16–24 de setembro de 2023 | Ningbo | 2     | República Dominicana |
| Torneio Pré-Olímpico de 2023     | Grupo A                          | 16–24 de setembro de 2023 | Ningbo | 2     | Sérvia               |
| Torneio Pré-Olímpico de 2023     | Grupo B                          | 16–24 de setembro de 2023 | Tóquio | 2     | Turquia              |
| Torneio Pré-Olímpico de 2023     | Grupo B                          | 16–24 de setembro de 2023 | Tóquio | 2     | Brasil               |
| Torneio Pré-Olímpico de 2023     | Grupo C                          | 16–24 de setembro de 2023 | Łódź   | 2     | Estados Unidos       |
| Torneio Pré-Olímpico de 2023     | Grupo C                          | 16–24 de setembro de 2023 | Łódź   | 2     | Polônia              |
| Qualificação via Ranking Mundial | Qualificação via Ranking Mundial | 17 de junho de 2024       | —      | 5     | Itália               |
| Qualificação via Ranking Mundial | Qualificação via Ranking Mundial | 17 de junho de 2024       | —      | 5     | China                |
| Qualificação via Ranking Mundial | Qualificação via Ranking Mundial | 17 de junho de 2024       | —      | 5     | Japão                |
| Qualificação via Ranking Mundial | Qualificação via Ranking Mundial | 17 de junho de 2024       | —      | 5     | Países Baixos        |
| Qualificação via Ranking Mundial | Qualificação via Ranking Mundial | 17 de junho de 2024       | —      | 5     | Quênia               |
| Total                            | Total                            | Total                     | Total  | 12    |                      |

## Nações participantes

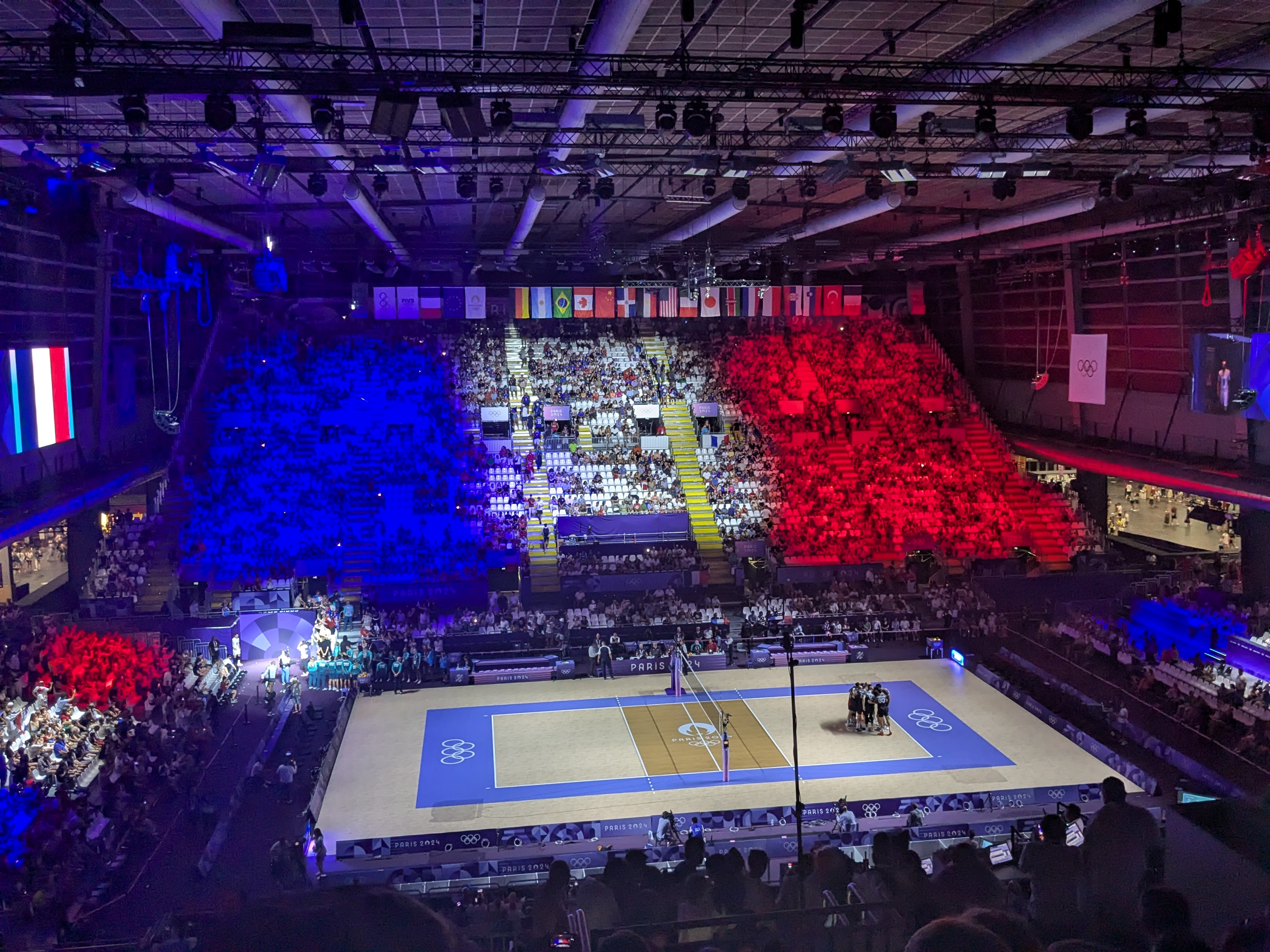
Arena 1 Paris Sul durante as competições de voleibol

| Nação                    | Masculino | Feminino | Competidores |
| ------------------------ | --------- | -------- | ------------ |
| GER Alemanha             | Yes       |          | 13           |
| ARG Argentina            | Yes       |          | 13           |
| BRA Brasil               | Yes       | Yes      | 26           |
| CAN Canadá               | Yes       |          | 13           |
| CHN China                |           | Yes      | 13           |
| EGY Egito                | Yes       |          | 13           |
| SLO Eslovênia            | Yes       |          | 13           |
| USA Estados Unidos       | Yes       | Yes      | 26           |
| FRA França               | Yes       | Yes      | 26           |
| ITA Itália               | Yes       | Yes      | 26           |
| JPN Japão                | Yes       | Yes      | 26           |
| NED Países Baixos        |           | Yes      | 13           |
| POL Polônia              | Yes       | Yes      | 26           |
| KEN Quênia               |           | Yes      | 13           |
| DOM República Dominicana |           | Yes      | 12           |
| SRB Sérvia               | Yes       | Yes      | 26           |
| TUR Turquia              |           | Yes      | 13           |
| Total: 17 CONs           | 12        | 12       | 311          |

## Calendário
A competição masculina iniciou as disputas do voleibol em 27 de julho e duraram 16 dias até a disputa da medalha de ouro do torneio feminino em 11 de agosto de 2024.
| FG | Fase de grupos | QF | Quartas de final | SF | Semifinal | B | Disputa pelo bronze | F | Final |

| DataEvento | Sáb 27 jul | Dom 28 jul | Seg 29 jul | Ter 30 jul | Qua 31 jul | Qui 1 ago | Sex 2 ago | Sáb 3 ago | Dom 4 ago | Seg 5 ago | Ter 6 ago | Qua 7 ago | Qui 8 ago | Sex 9 ago | Sáb 10 ago | Dom 11 ago |
| ---------- | ---------- | ---------- | ---------- | ---------- | ---------- | --------- | --------- | --------- | --------- | --------- | --------- | --------- | --------- | --------- | ---------- | ---------- |
| Masculino  | FG         | FG         |            | FG         | FG         |           | FG        | FG        |           | QF        |           | SF        |           | B         | F          |            |
| Feminino   |            | FG         | FG         |            | FG         | FG        |           | FG        | FG        |           | QF        |           | SF        |           | B          | F          |

## Medalhistas
| Evento             | Ouro | Prata | Bronze |
| ------------------ | --- | --- | --- |
| Masculino detalhes | Barthélémy Chinenyeze Jenia Grebennikov Jean Patry Benjamin Toniutti Kévin Tillie Earvin N'Gapeth Antoine Brizard Nicolas Le Goff Trévor Clévenot Yacine Louati Théo Faure Quentin Jouffroy FRA França    | Łukasz Kaczmarek Bartosz Kurek Wilfredo León Aleksander Śliwka Grzegorz Łomacz Jakub Kochanowski Kamil Semeniuk Paweł Zatorski Marcin Janusz Tomasz Fornal Bartłomiej Bołądź Norbert Huber POL Polônia                    | Matthew Anderson Aaron Russell Jeffrey Jendryk Torey DeFalco Micah Christenson Maxwell Holt Micah Maʻa Thomas Jaeschke Garrett Muagututia Taylor Averill David Smith Erik Shoji USA Estados Unidos                                |
| Feminino detalhes  | Marina Lubian Carlotta Cambi Ilaria Spirito Monica De Gennaro Alessia Orro Caterina Bosetti Anna Danesi Myriam Sylla Paola Egonu Sarah Fahr Loveth Omoruyi Ekaterina Antropova Gaia Giovannini ITA Itália | Micha Hancock Jordyn Poulter Avery Skinner Justine Wong-Orantes Lauren Carlini Jordan Larson Andrea Drews Jordan Thompson Haleigh Washington Dana Rettke Kathryn Plummer Kelsey Robinson Chiaka Ogbogu USA Estados Unidos | Nyeme Costa Diana Alecrim Macris Carneiro Thaísa Menezes Rosamaria Montibeller Roberta Ratzke Gabi Guimarães Ana Cristina de Souza Natália Araújo Ana Carolina da Silva Júlia Bergmann Tainara Santos Lorenne Teixeira BRA Brasil |

## Quadro de medalhas
| Ordem | País               | Medalha de ouro | Medalha de prata | Medalha de bronze |   | Ordem por total |
| ----- | ------------------ | --------------- | ---------------- | ----------------- | - | --------------- |
| 1     | FRA França         | 1               |                  |                   | 1 | 2               |
|       | ITA Itália         | 1               |                  |                   | 1 | 2               |
| 3     | USA Estados Unidos |                 | 1                | 1                 | 2 | 1               |
| 4     | POL Polônia        |                 | 1                |                   | 1 | 2               |
| 5     | BRA Brasil         |                 |                  | 1                 | 1 | 2               |
| TOTAL | TOTAL              | 2               | 2                | 2                 | 6 | —               |